# 련
련(連)은 중국과 한국의 성씨이다.

## 중국
련(連:)씨는 7가지 계통으로 한족의 주나라, 초나라, 강성과, 소수민족의 흉노족, 선비족, 몽골족, 만주 계통이 있다고 한다. 련씨는 중국에서도 희소 성씨여서 인구수가 매우 적다.

## 한국
련(連)씨는 2000년 대한민국 통계청 인구 조사에서 532명으로 조사되었다. 본관은 전주 연씨 단본이다.
전주 연씨(全州 連氏)의 시조는 고려 태조(太祖) 원년에 이등공신(二等功臣)에 녹훈된 연주(連珠)이다. 연주(連珠)는 918년(고려 태조 1) 8월 고려를 건국하는 데 공을 세운 개국공신을 선정하여 포상할 때 견권(堅權)·능식(能寔)·권신(權愼)·염상(廉湘)·김락(金樂)·마난(麻煖)과 함께 이등공신(二等功臣)이 되어 금, 은, 그릇과 비단을 받았다. 936년에는 후백제(後百濟)와의 마지막 결전이었던 일리천(一利川: 현재 경상북도 구미)싸움에 원보(元甫)로서 대상(大相) 김철(金鐵)·홍유(洪儒)·박수경(朴守卿), 그리고 원윤(元尹) 훤량(萱良)과 함께 마군(馬軍) 1만 명을 거느리고 3군(軍)중 우군(右軍)에 소속되어 참전하였다.